# Puente del Mineral
El  puente de los Alemanes, conocido popularmente como puente del Mineral, es un puente de la arquitectura industrial situado sobre el Río de Oro de la ciudad española de Melilla, siendo el quinto puente sobre dicho río. Forma parte del Conjunto Histórico Artístico de la Ciudad de Melilla, un Bien de Interés Cultural.

## Historia
Fue construido entre julio de 1920 y 1925 por Gamboa y Domingo para el paso del ferrocarril de la Compañía Española de Minas del Rif S.A. En 1981 la compañía, en liquidación, se le cedió a la Junta del Puerto de Melilla, que se lo cedió a Patrimonio del Estado, y esta, al Ayuntamiento de Melilla, que lo abrió al paso de vehículos en 1989, aunque en 1990 se analizo su capacidad portante por la empresa TECPLAN, con dirección de Javier González García que permitió que en 1992 fuera restaurado, abriéndose al tráfico el 18 de agosto de aquel año. En la actualidad la Avenida Antonio Diez pasa por él.
El 8 de febrero de 2018 se iniciaron las obras de reparación.

## Descripción
Está sostenido únicamente por dos estribos de sillería que soportan la plataforma del puente con una celosía, ambos de hormigón de armado en cada lado para soportar las vibraciones del tren.